# American Society for Reproductive Medicine
The American Society for Reproductive Medicine (ASRM) ist eine multidisziplinäre Fachgesellschaft, die sich der Reproduktionsmedizin widmet. Die Gesellschaft wurde 1944 als American Fertility Society (AFS) gegründet. Der Sitz ist Birmingham (Alabama) mit einem Pressebüro in Washington, D.C. Die Gesellschaft hat Mitglieder aus über 100 anderen Ländern. Ihre Präsidentin ist Dolores J. Lamb.
Von der ASRM werden jährliche Kongresse (Annual Meetings), Kurse, Seminare und Workshops veranstaltet. Sie gibt die monatlich erscheinende Zeitschrift Fertility and Sterility, sowie Sexuality, Reproduction and Menopause (SRM), das Journal of Assisted Reproduction and Genetics, Menopausal Medicine und die ASRM News heraus. In diesen werden auch Konsensuspapiere der Gesellschaft über medizinische Standards veröffentlicht.
Spezielle Interessengruppen befassen sich jeweils mit Teilgebieten der Reproduktionsmedizin, wie der Künstlichen Befruchtung, Andrologie, Kontrazeption, Endokrinologie, Sexualität und Immunologie. Ethische Fragestellungen werden von einem Ethik-Komitee bearbeitet, welches Leitlinien erarbeitet und publiziert.
Die European Society of Human Reproduction and Embryology (ESHRE) ist eine ähnliche europäische Fachgesellschaft.